# Comunicado de imprensa
Comunicado de imprensa, boletim de imprensa ou press release é um  comunicado feito por um indivíduo ou organização para a imprensa visando divulgar uma notícia ou um acontecimento de interesse pessoal, coletivo ou midiático. Por trás de tais comunicados estão geralmente assessores de imprensa ou empresas de relações públicas. Essa forma de comunicação surgiu em meados da década de 1950 e tornou-se veículo de comunicação indispensável de empresas do mundo todo.
Tal boletim informativo é muito usado por organizações, empresas e pessoas da vida pública para a divulgação de produtos, serviços, acontecimentos, etc., muitas vezes também via agências de relações públicas. A partir daí o veículo de comunicação poderá ou não criar uma notícia ou até uma reportagem do assunto referido nesse comunicado.
Como forma de promover o interesse dos editores espalhados pelo país, em 1982 o jornalista Milton Ferraz Costa criou o formato "Regionalização da Notícia", em que são  insertadas em releases entrevistas com personalidades locais e informações sobre serviços disponíveis para a região. 
Um exemplo de release foi a notícia dos 500 mil artigos da Wikipédia lusófona.